# Epipactis muelleri
Heleborina de Müllers (Epipactis muelleri)  Godfery 1921 es una especie de orquídeas terrestres, del género Epipactis.  Se distribuyen en las zonas templadas del Oeste y Centro de Europa encontrándose en bosques y en espacios abiertos, con desarrollo bajo tierra, en suelos calcáreos. 

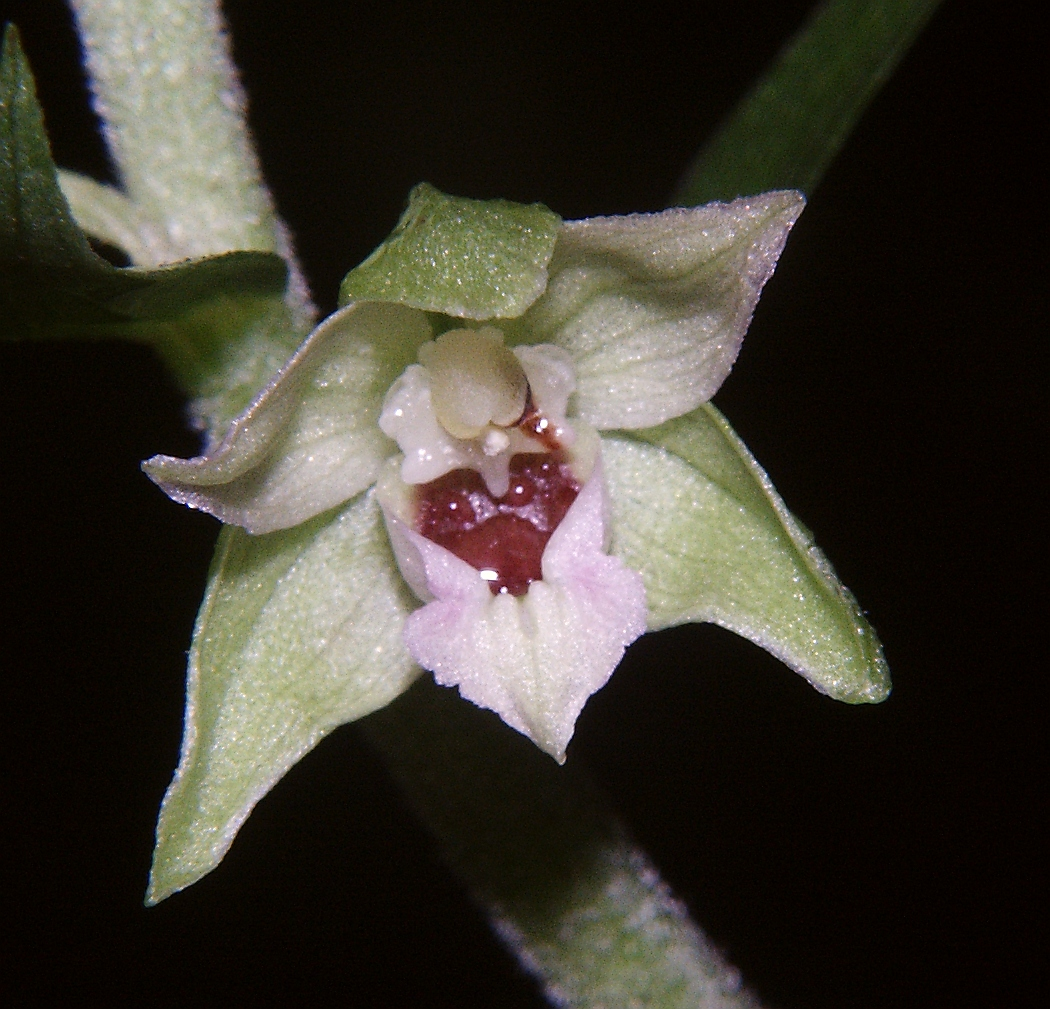
Detalle de la flor

## Descripción
Todas estas especies tienen una dependencia muy fuerte en su simbiosis con su madeja de hifas.

Sus  rizomas carnosos y rastreros, desarrollan renuevos, por lo que en la próxima primavera emerge un tallo de unos  20-70 cm de longitud.

Presentan de 4 a 8 Hojas lanceoladas, alternas, que se desarrollan sucesivamente cada vez más cortas hasta cerca del extremo del tallo. Sus márgenes son enteros, el extremo picudo. Las especies con menos clorofila tienen hojas de color púrpura azulado.

La inflorescencia en racimo consta de flores simétricas bilaterales con un atrayente colorido. Los 3  sépalos y los 2 pétalos laterales son ovoides y acuminados. Su color puede variar de verde blanquecino, a verde intenso con mancha localizada al pie de columna de púrpura oscuro casi negro.
 
El labelo está dividido por un hipoquilo con forma de bola,  con la superficie externa de un blanco nieve. El epiquilo de blanco es ondulado con forma de abanico.

El ovario es infero. Produce una cápsula seca con incontables semillas diminutas.

## Hábitat

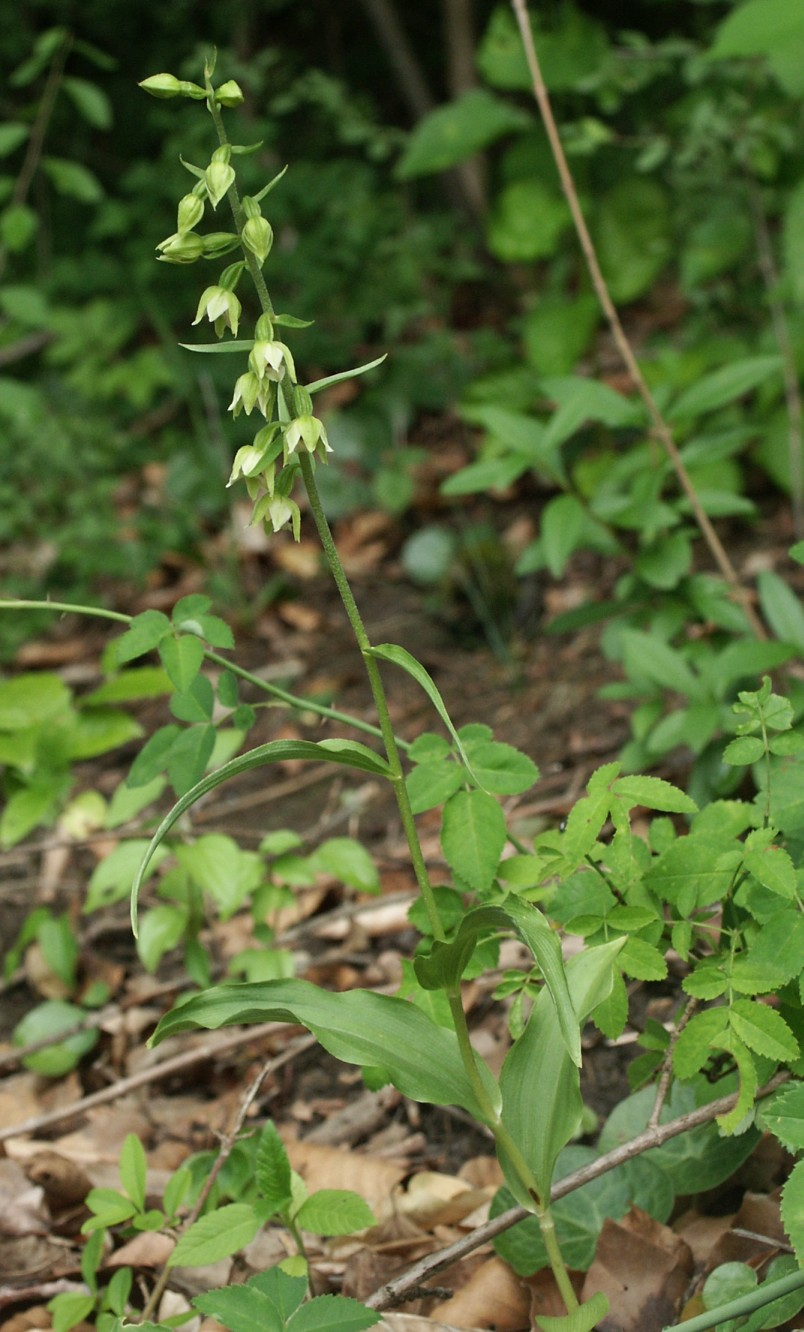
Epipactis muelleri
plantas y hábitat

Estas orquídeas se distribuyen en las zonas templadas del Oeste y Centro de Europa encontrándose en bosques y en espacios abiertos, con desarrollo bajo tierra, en suelos calcáreos. 

## Taxonomía
Epipactis muelleri fue descrita por (Masters John Godfery y publicado en Journal of Botany, British and Foreign 59: 106. 1921.
Etimología
Ver: Epipactis
muelleri: epíteto otorgado en honor  de "Müllers".
Híbridos con Epipactis muelleri
- Epipactis × barreana (Epipactis latina × Epipactis muelleri) (Italia)
- Epipactis × heterogama (Epipactis atrorubens × Epipactis muelleri) (Europa)
- Epipactis × reinekei (Epipactis helleborine × Epipactis muelleri) (Europa)

Sinonimia
- Helleborine muelleri (Godfery) Bech. 1936
- Epipactis helleborine ssp. muelleri (Godfery) O. Bolòs 1987[2][3]